# Empire Island Tower
Le Empire Island Tower est un gratte-ciel résidentiel d'Abou Dabi aux Émirats arabes unis. Sa construction a débuté en 2009 mais est actuellement en attente. 